# Monumento à Literatura Brasileira
Estatua vista da lateral
O Monumento à Literatura Brasileira (também conhecido como Monumento a Carlos Drummond de Andrade e Mario Quintana) é uma peça constituída de 3 peças de bronze: um banco e duas figuras humanas, uma em pé (representando o poeta Carlos Drummond de Andrade) e outra sentada (representando o poeta Mário Quintana). Está localizada na região do centro histórico da cidade de Porto Alegre mais objetivamente localizada na Praça da Alfândega, próximo a grandes museus como a Casa de Cultura Mario Quintana e o MARGS.
A obra foi realizada pelo escultor Xico Stockinger em co-autoria de Eloisa Tregnago. As peças foram primeiramente modeladas no ateliê de Stockinger em barro para posteriormente serem feitas as fôrmas que por fim foram encaminhadas para fundição em São Paulo. A obra foi uma encomenda da Câmara Riograndense do Livro para a 47ª Feira do Livro de Porto Alegre, sendo inaugurada em 26 de outubro de 2001 no canteiro central da Praça da Alfândega, onde permanece.
O monumento em questão são duas estatuas em tamanho real dos escritores Mario Quintana e Carlos Drummond de Andrade que viveram em mesma época e que acabaram por protagonizar a cena representada nas estátuas em um encontro casual, onde foram até a praça da alfândega discutir suas obras. A posição do monumento é curiosa, tendo em vista que ele fica a um quarteirão da Casa de Cultura Mário Quintana. Esta proximidade leva a crer que a história do encontro dos escritores foi real.[carece de fontes?]
Em 17 de outubro de 2012 a estátua de Carlos Drummond de Andrade foi removida do local durante um período para reformas em sua estrutura. Ela foi reinserida no local uma semana depois, em 25 de outubro.
A obra foi vandalizada alguma vezes, destacando o furto em 2015 de uma das partes principais da obra em questão, que era o livro segurado por Carlos Drummond.  Além disso no dia 20 de julho de 2022 a obra foi vandalizada com tinta amarela lançada sobre a mesma. No dia seguinte a tinta já estava removida.